# Kravaře ve Slezsku

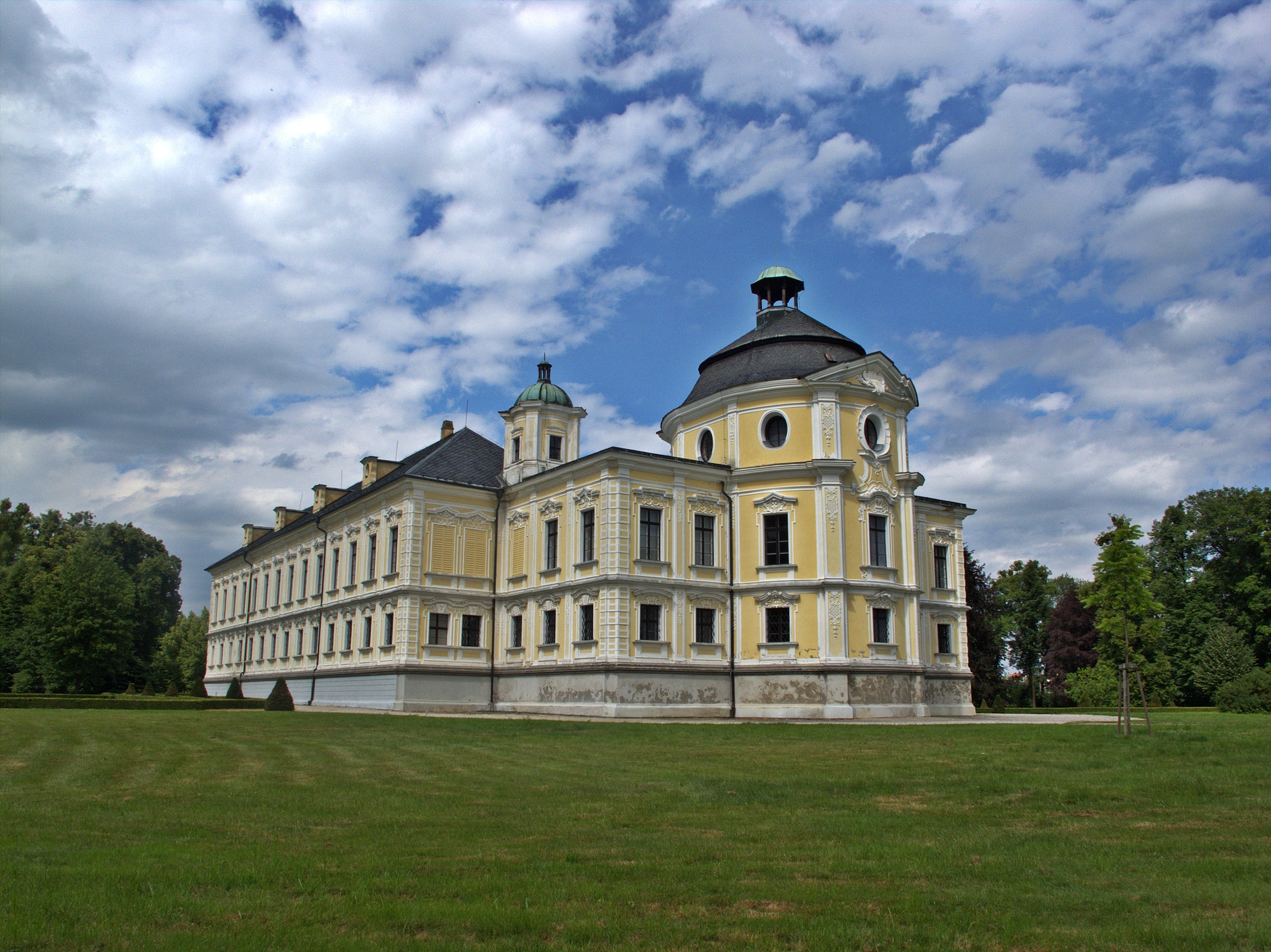
Schloss Kravaře

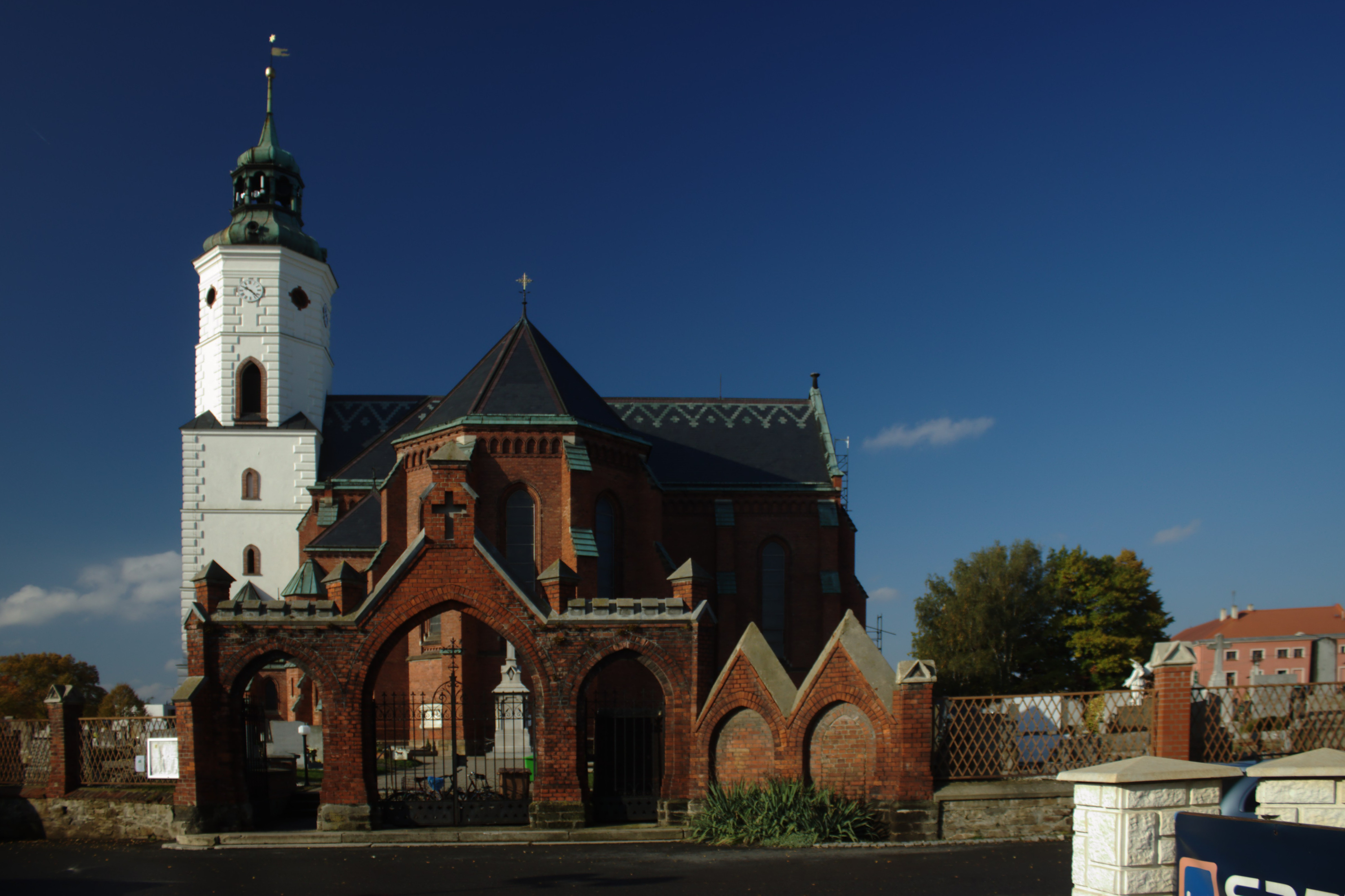
Klosterkirche in Kravaře

Kravaře ve Slezsku (deutsch Deutsch Krawarn) ist eine Stadt mit 6.737 Einwohnern im Okres Opava in Tschechien.

## Geschichte
Die erste schriftliche Erwähnung stammt aus dem Jahr 1224. Erwähnt wurde der Ort im Vertrag des böhmischen Königs Ottokar I. Přemysl. Die ersten erwähnten Besitzer der Stadt waren die Herren von Krawarn. Diese hielten die Stadt bis 1420, als sie Peter von Krawarn verkaufte.
Um 1550 gab es am Ort eine Festung sowie zwei Höfe mit einer Brauerei, Mälzerei und einer Mühle. 1581 kaufte die Familie Macák z Ottenburka die Ländereien. Diese protestantischen Adeligen verloren den Besitz nach dem Ständeaufstand von 1618 1629 an den polnischen Diplomaten und Alchimisten Michał Sędziwój von Skorkau. Inzwischen wurde die Stadt um ein Schloss, Ställe, Obstgärten, Hopfenstöcke, zwei Mühlen und eine Brennerei bereichert. Im Jahr 1636 bekam Rittmeister Jakob von Eichendorff die Stadt als Mitgift. Als Jakob von Eichendorff am 23. Januar 1667 kinderlos verstarb, wurde sein Neffe Hartwig Erdmann von Eichendorff Alleinerbe in Mährisch-Schlesien. Dessen Nachkommen ließen Ende der zwanziger Jahre des 18. Jahrhunderts ein Barockschloss erbauen. 1742 kam die Stadt als Pfand innerhalb der preußischen Provinz Schlesien in die Hände Friedrichs des Großen. Nach dem Ersten Weltkrieg wurde das im Hultschiner Ländchen gelegene Dorf Teil der Tschechoslowakei, nach dem Münchner Abkommen von 1938 bis 1945 wieder Teil Deutschlands, wo es dem schlesischen Landkreis Ratibor zugeschlagen wurde. Im Jahr 1960 wurde die nunmehr Kravaře ve Slezsku benannte Gemeinde zur Stadt erhoben.

## Sehenswürdigkeiten
- Kloster mit Kirche des Hl. Bartholomäus
- Denkmal des Hl. Johann Nepomuk
- Schloss Kravaře

## Ortsteile
- Dvořisko, deutsch Oppahof
- Kouty, deutsch Kauthen

## Persönlichkeiten
- Michał Sędziwój (1566–1636), Gutsherr auf Deutsch Krawarn von 1630 bis 1636
- Hartwig Erdmann von Eichendorff (~1625–1683), Gutsherr auf Deutsch Krawarn von 1667 bis 1683
- Augustin Kaluža (1776–1836), tschechischer Lehrer, Zoologe und Botaniker
- Karl Albert Scherner (1825–1889), deutscher Philosoph und Psychologe
- Marie Šindelářová (1892–1966), tschechische Schriftstellerin (Pseudonym Ludmila Hořká)
- Karl Düsterberg (1917–2014), deutscher Unternehmer, geboren in Deutsch-Krawarn
- Erich Šefčík (1945–2004), tschechischer Archivar und Historiker
- Alois Hadamczik (* 1952), tschechischer Eishockeytrainer